# برنز (آریزونا)
برنز (به انگلیسی: Burns) یک منطقهٔ مسکونی در ایالات متحده آمریکا است که در آریزونا واقع شده‌است. برنز ۴۸۱ متر بالاتر از سطح دریا واقع شده‌است.